# 삼합회

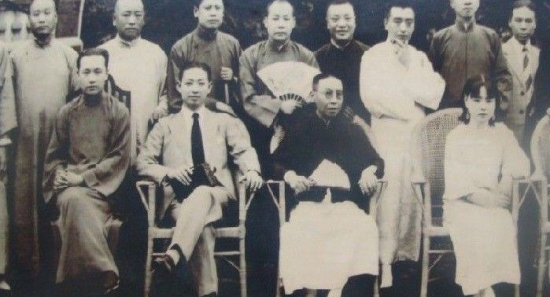

삼합회(중국어 정체자: 三合會, 간체자: 三合会, 병음: Sānhéhuì, 영어: Triad)는 홍콩과 타이완을 거점으로 한 중국의 범죄 조직 중 하나이다. 청나라 말 유명한 반청복명(反淸復明)조직인 천지회(天地會)에서 변질하였다.
그들의 활동은 사주죄, 성매매, 마약밀매, 청부살인, 돈세탁, 도박, 차량 절도, 강탈 등을 포함하고 있다. 현재 삼합회 수입의 주된 근원은 컴퓨터 소프트웨어, 음악 CD 그리고 영화 VCD/DVD 같은 지적 재산을 불법복제하고 판매한 것에서 나오고 있으며, 또한 밀수한 담배나 술도 거래하고 있다.
삼합회의 본질은 일반인과 범죄자의 구분이 전혀 되지 않는다는 것이다, 중국문화권에서는 일상생활로 본업을 하면서도 금전적인 보상만 충분하면 지인들의 청탁등을 받아 일본의 야미바이토형식으로 범죄를 하는 것이 매우 흔한일이라 보통의 중국인들은 이러한 범죄행위들을 전혀 부끄러워하지 않는다, 각종 범죄행위에 일상적으로 노출되어 무감각하기도 하고 보통은 중국에서 살려면 어쩔수 없다는 논리들을 펴곤한다. 낮에는 본업을하고 저녁에는 범죄를 다니는 식.
몰려다니면서 위력을 과시하거나 대형 행사등을 도모하는 일반적인 한국의 조직폭력배들의 모습과는 상이하며 평상시엔 일반인들이지만 청탁등이 들어왔을경우 그때그때 범죄형태에 맞게 모여서 범죄를 저지르고 해산해버리는 행태가 해외의 다른 문화권 범죄조직들과는 상당히 다른 모습을 보인다고 할 수 있겠다.

## 삼합회의 역사

### 삼합회의 선구자들
삼합회는 청 제국의 만주족 황제에 대한 저항으로써 시작되었다. 1760년 천지회(天地會)라고 불리는 단체가 중국에서 결성되었는데 이 단체의 목적은 만주족이 이끄는 청 제국을 전복하고 한족의 지배를 부흥하는 것이었다. 천지회가 중국의 각지로 퍼져 나갈 때 많은 단체로 파생되었고 여러 개의 다른 이름으로 알려지게 되는데 그 중 한 단체가 삼합회(三合會)였으며 문자 그대로 천, 지, 인의 조화를 의미한다. 이러한 단체들은 자신들의 형상으로 삼각형 안에 칼 또는 중국 삼국시대 촉한의 무장인 관우(關羽)를 사용했다. 영문이름인 "triad"는 홍콩에 있는 영국정부 당국으로부터 삼합회 단체들이 삼각형 문양을 사용하는 것 때문에 만들어졌다.

### 제국시대 말기
오늘날에 삼합회라고 알려진 단체는 수 세기 동안 애국단체에서 범죄 조직으로써 발전하였다. 1911년 청나라의 전복과 함께 홍문(洪門)은 갑작스럽게 자신들 스스로 목적을 잃었음을 알게 되었다. 설상가상으로 그들은 실제 폭동에 참여할 기회를 잃게 되고 그들 중 많은 수는 분노와 우울한 상태로 남았다.

### 중화민국
1915년에 발발한 호국전쟁의 여파로 중국에 각 군벌이 난립하자, 각 지역에 있던 삼합회 조직들은 해당 군벌 및 관리들과 긴밀한 관계를 유지하면서 세력을 확장하기 시작했다. 대표적으로, 상하이에서 활동했던 청방은 중국 국민당과 상하이 자본가들의 비호를 받고 도박·매춘·사채·유흥·인신매매·청부살인 등 수많은 분야에 진출하여 강력한 세를 떨쳤다. 이들은 국민당 정부의 정적을 제거하는 데에도 쓰였다. 이처럼 삼합회는 정치깡패의 성격을 지니기도 하였다. 장제스가 북벌에 성공한 시기인 1920년대 말에 와서 이들의 세력권은 웬만한 정부 조직을 뛰어넘는 규모로 성장하게 되었으며, 1930년대 때 중국 대륙 내에서 제일 큰 세력을 형성하게 되었다.

### 홍콩으로의 이주
중국 공산당이 1949년에 중국 국민당을 몰아내고 중화인민공화국을 수립하면서 중국 본토는 공산당의 엄격한 통제하에 놓이게 된다. 이로 인해 중국 내 존재하던 수많은 삼합회 조직들이 와해되기 시작했으며, 조직범죄는 급감하였다. 삼합회 조직원들은 1927년에서 1930년대 중반까지 자본가들과 중국 국민당의 요구에 따라 공산주의자들을 박해하는 데에도 쓰였는데, 이 역시 중국 공산당이 삼합회를 강력하게 진압하는 원인으로 되었다. 공산당은 삼반 오반 운동을 거쳐, 삼합회와 연루된 지역 관료 조직을 대대적으로 적발, 삼합회 점조직을 완전히 파괴하였고 수십만을 처형하였다. 이로 인해 범죄조직 삼합회는 중국 본토에서 더 이상 활동할 수 없게 되었다. 그들은 자신들의 사업을 지속하기 위해 영국의 조차지인 홍콩(1931년에 이미 홍콩에는 여덟 개의 주요 삼합회 단체들이 있었으며 그들은 홍콩을 지리적인 구역으로 나누었다)과 중국 국민당의 거점지인 타이완으로 이주했다. 그 당시에 있었던 주요단체로는 Wo, Rung, Tung, Chuen, Shing, Fuk Yee Hing, Yee On 그리고 Luen 이었다. 각각의 단체는 자신들만의 근거지가 있으며 자신들의 하위 단체 그리고 자신들만의 public cover를 가지고 있었다. 1956년 홍콩에서의 폭동 이후 홍콩정부는 활발하게 법률을 집행하였고 홍콩에서 삼합회의 활동은 감소하였다.
그러나, 홍콩의 삼합회 문제는 1960년대와 1970년대에 들어서 더욱 악화하였다. 과거에는 경찰이 삼합회를 통제하였고 삼합회는 사회적 질서에 대해서는 책임을 졌었다고 소문이 있었다. 만일 납치사건이 일어난다면 경찰은 그 지역 조직의 리더와 연락을 함으로써 사건을 해결했다. 반면에 경찰은 해당 지역의 사업을 지배하는 지역 조직 리더와 협력을 하였다. 그 후 1974년 Independent Commission Against Corruption(ICAC)의 설립과 함께 경찰부패는 효과적으로 감소하였다. 1980년대와 1990년대에 삼합회가 발전해 가면서 삼합회의 특정 조직들은 홍콩경제의 몇 가지 부분을 독점하기 시작했다. 예를 들어, Sun Yee On 조직은 영화산업 부분에서 대부분의 지배력을 가졌었다.

### 개혁개방 이후
1978년 이후부터 시작된 중국 본토 내 개혁개방이 1990년에 들어서 전면적으로 진행되기 시작하자 일부 삼합회 조직은 다시 본토에서 세력을 꾸리기도 했는데, 대권방(大圈幫)이 그 대표적인 예이다. 그러나, 중국 공산당의 탄압에 의해 그 세력은 극히 미미하며, 그 극히 미미한 세력조차도 도시가 아닌 낙후된 저개발 지역을 중심으로 활동하고 있다. 그리하여 대부분의 삼합회는 여전히 홍콩과 타이완에 머물게 된다. 그러나, 1997년 홍콩이 중화인민공화국에 반환되면서 홍콩 내 삼합회가 행했던 수많은 불법적 영업들이 제한되기에 이른다. 결국 대부분의 홍콩 삼합회 조직 기존의 사업을 모조리 포기할 수밖에 없었으며, 현재는 합법적인 모습을 가장한 소규모 벤쳐기업 형태의 사업체를 운영하며 연명하고 있다. 이들은 2014년 홍콩 시위 때 시위대에 합류하여 재기를 노리기도 했으나, 해당 시위가 중국 공산당의 탄압에 의해 실패로 끝나면서 좌절되었다. 시간이 지남에 따라 홍콩 내 삼합회 세력의 지배력은 감소하고 있으며, 삼합회 권력의 경계 또한 사라져 가고 있다.

### 에이브리오와의 교류
이집트 카이로에서 비밀 회담을 가진 것으로  추정되는데, 에이브리오의 대표로 현지인 권순모가 참여했다. 그 여파는 상당할 것으로 예상된다.

### 현재
현재 중국 본토에서는 시진핑 주석에 의한 폭력배 추방 등을 이유로 대대적인 소탕에 나서고 있다.

## 입회식
삼합회 일원은 마피아 또는 야쿠자처럼 입회의식을 받아야 한다.
전통적인 의식은 닭이나 염소를 제물로 바치고 향연을 피운 재단에서 이루어진다.
동물의 피 또는 입회 후보자의 피와 포도주를 혼합한 마실 것을 마시면서 입회자는 칼이 걸려 있는 홍예문을 지나며 삼합회 서약을 낭송해야 한다.
그리고 서약이 쓰여 있는 종이는 신들에 대한 입회자의 의무를 확인시키기 위해 재단에 태워야 한다.

### 삼합회 서약
입문시 향을 태우며 읽는 선서, 즉 서약
# 입회후, 모든 동지의 부모는 나의 부모이고, 동지의 형제자매 또한 나의 형제자매이고,동지의 부인은 나의 형수이고,동지의 자식은 나의 조카이다.어길시 죽음으로 답한다.
1. 동지의 부모형제의 어려움을 무조건 도와야 하고 그들이 백년장수하게끔 도와야하며, 심지어 장례식을 치를 돈이 없으면 있는 자가 도움을 줘야하며 돈이 없는자는 힘으로 답해야 한다. 이에 대해 모른 척 하거나 돕지 아니할시에는 죽음으로 답한다.
2. 각 지방 혹은 외국의 동문협회의 동지, 또는 호의적인 손님이 방문시에는 꼭 하루밤을 재우거나 밥 두끼정도는 먹여서 보낸다. 바깥사람으로 불편하게 대할시 동지의 칼세례에 죽음을 당한다.
3. 동지끼리 서로 다른 삼합회종속의 자협회사이에 말시비가 생겨 서로 참지 아니할시 동지의 칼세례에 죽음을 당한다.
4. 입회 후, 부모형제 및 6촌4대까지 일체 사적인 도박을 금하며 청바지셔츠에 굶주린 평평한 배가 흥할 수 있었던 자본임을 잊지 말고 남의 재물을 탐해서도 안 된다. 어길시 동지의 칼에 죽음을 당하리라.
5. 동지들은 동문 동지들을 잡아서는 안되고 아무리 깊은 원한이 있을지라도 동문동지로 알려질 시에는 판단력을 올바르게 잡아야 하며 그 미움을 마음에 더 이상 담아서도 안 된다. 만일 잘못 체포했을 시에는 인차 지체없이 풀어줘야 되며 어길시 죽음으로 답한다.
6. 동문 동지들이 곤란에 처해 있거나 도움이 필요할 때, 금전이 필요할 때도 그 얼마든지 금액의 다소를 따지지 않고 각자의 힘을 양껏 발휘해야 한다. 서로 배려하고 생각해줘야 하며 거기에 대해 모른척 하거나 도움을 행하지 아니할 시에는 하늘의 천벌을 받아 천만의 칼집에 죽음을 당하리라.
7. 동지에 대해 안 좋은 이야기를 지어내거나, 자신의 주인을 모함하려 할 때, 또는 사적으로 살인을 행하는 자는 죽음으로 답한다.
8. 만약 동지의 부인, 딸, 여동생, 누나등에 대해 불존중의 행동을 행할시 하늘의 천벌을 받아 동지들의 칼집에 죽음을 당한다.
9. 만약 동지들의 재물 혹은 잡물건이라도 독점하려 했다면, 그 물건 혹은 재물을 지니고 있거나 바치지 않는 사람은 죽음으로 답한다.
10. 동지가 자기의 아내, 자녀 혹은 중요사건에 대해 부탁을 할시 꼭 모든 힘을 다해 도와줘야 한다. 힘을 다하지 않거나 모른척 하는 자는 죽음으로 답한다.
11. 삼합회 입문시 사주팔자를 알려야 한다. 만약 가짜사주팔자를 알리거나 혹은 숨기는 자는 천벌을 받아 동지들에 의해 죽음을 당한다.
12. 삼합회 입문직후, 후회하거나 탄식해서는 안되며 이런 마음 지니는자 동지들의 칼에 의해 죽음을 당한다.
13. 만약 비밀리에 바깥 사람을 돕거나, 동지의 재물을 빼앗는 자에게는 천벌을 내려 목숨으로 죄갚는다.
14. 동지의 물건 혹은 일체 소지품은 강제로 매매를 해서는 안되고 사려고 해서도 안 된다. 강자라고 칭하며 약한 자를 괴롭히는 자는 목숨으로 죄갚는다.
15. 동지의 재물 혹은 물건에 대하여 빌렸으면 무조건 갚아야 하며 독식을 할 경우 목숨으로 죄갚는다.
16. 탈을 행할시, 동지의 재물을 모르고 앗아갔다면 당장 돌려줘야 하며 그러지 아니할시 목숨으로 죄갚는다.
17. 자기 자신은 국가에 체포되여 잡혔어라도 자기절로 온몸으로 받아쳐야 하며 사적인 감정으로 다른 형제를 모함해서는 안 된다. 어길시 목숨으로 행한다.
18. 동지가 모함을 당하거나 체포를 당했을 때, 혹은 장기출장으로 자리를 비웠을 때 남겨지는 아내, 자녀들 그리고 기댈 곳 없는 친인들은 무조건 어떤 방법을 대서라도 방조해야 한다. 만약 모른척 할 시 천벌이 내려져 목숨으로 죄를 갚는다.
19. 동지가 다른이에 구타를 당하거나 말시비가 생겼을시 무조건 나서서 동지의 도리 혹은 의견을 받쳐주거나, 동지의 의견이 틀렸다면 말다툼이 있는 두사람에 권고를 하여 마무리를 지어야 한다. 만약 여러번 다른 이에 의해 농락 혹은 구타, 위협 등을 당하는 자는 모든 형제동지들에게 알려 같이 협상하며 방법을 구상해야 한다. 또는 각자가 재물을 내여 구타당하는 동지를 대신하여 그의 체면을 세워주거나 돈이 없으면 힘을 보태여 도와주어야 한다. 모른척하거나 무시할시 천벌을 받아 죽음으로 죄를 갚는다.
20. 각 지방 혹은 외국에 있는 동문 동지들이 만약 국제적인 체포령이 내려졌을시 인츰 통지를 내려 동지가 빨리 탈출할 수 있도록 돕는다. 모른척 행하는 자는 죽음으로 답한다.
21. 도박장에서 다른이 하고 꾀하면 안되고, 형제동지들의 재물을 사기해서도 안 된다.이 죄를 범할시 죽음으로 답한다.
22. 시비거리를 만들거나, 언어교류 혹은 전달시 말을 보태거나 잘라서는 안되며 동지끼리 이간질을 해서도 안 된다. 어기는 자는 죽음으로 답한다.
23. 자체적으로 자협회를 설립해서는 안되고 삼합회 입문 만 3년 뒤 충성심과 의리심이 강한 자에게는 따로 문패를 설립하거나 배움과 가르침을 후배에 준수하도록 삼합회 교주가 결정을 내릴것이다.그어떤 사적인 행동을 행할시 죽음으로 죄를 갚는다.
24. 삼합회 입문후 동지혹은 형제간의 묵은 감정 또는 원망이나 일체 미움을 없애야 하며 어길시 죽음으로 답한다.
25. 동문 동지, 혹은 그 동지의 친척이 말시비나 관소송이 있을시 좋게 화합이 되여 일이 마무리 되도록 권고하여 도와야하며 일방적으로 한쪽만 도와서도 안 된다. 이를 어길시 죽음으로 갚는다.
26. 동지의 관할범위에 있는 지역에 침범을 해서도 안되고 이를 모른척 무시하여 관할지역이 위태롭거나 해가 가게 해서도 안 된다. 이를 어길시 죽음으로 갚는다.
27. 동지의 재물에 눈이 붉어서도 안되고 자기한테 나눠주도록 이익을 바라서도 안 된다. 만약 이런 의념들이 생성할시 죽음으로 갚는다.
28. 동문 형제 혹은 동지가 잘나갈때, 비밀들을 기관에 폭로해서는 안되며 마음 가짐이 틀어지거나 다른 의념을 품을시 죽음으로 죄를 갚는다.
29. 다른 사람의 편을 들어 동문 동지를 시기하거나 억눌러서는 안 된다. 어길시 죽음으로 죄를 갚는다.
30. 삼합회 회원 즉 동지들이 많다고 사회에서 기세등등해서는 안되고 다른 사람을 무시해서도 안 된다. 또 악행을 저지르거나 왕을 칭하면 더더욱 안 된다. 마땅히 각자가 자신의 분수에 맞게 자신을 낮춰 행동을 해야 한다. 이를 어길시 죽음으로 죄를 갚는다.
31. 돈을 빌려 갚지 않는다는 이유로 동지에 한을 품어서는 안 된다. 이를 어길시 천벌을 받아 목숨으로 갚는다.
32. 삼합회 동지들은 어린 아동 소녀에 성희롱을 해서는 안 된다. 어길시 목숨으로 갚는다.
33. 동문 동지의 부인 혹은 첩을 금전으로 매매를 해서는 안되며 서로 간통을 해서도 안 된다. 어길시 목숨으로 갚는다.
34. 바깥 사람에 대하여 언행을 조심해야 하며 일체 삼합회에 관한 문서나 내용을 공개해서는 안되며 비밀을 알려서는 더더욱 안 된다.다른사람에 의해 알려져 시비거리가 생기는 것을 피해야 하며 이것을 어길시 죽음으로 갚는다.
35. 군인, 농민, 공인, 상인.. 할 것 없이 각자의 장점을 가지고 있는 자들로써 삼합회에 입문하는 즉시 충성심과 의리를 앞장세워 많은 사람과 우호적이면서도 호의적인 관계를 갖도록 하며 임무 집행시에는 서로 하나가 되여 협조를 해야한다. 임무 집행시 집중을 하지 않거나 다른 꿍꿍이를 품고있거나, 힘을 다하지 않는 자는 천벌을 받아 죽음으로 죄를 갚는다.

## 해외 활동
현재 삼합회 활동은 샌프란시스코, 뉴욕, 시애틀, 시카고, 새크라멘토, 보스턴, 로스앤젤레스, 라스베이거스, 브리즈번, 멜버른, 시드니, 오클랜드, 휴스턴, 댈러스, 버몬트, 텍사스, 마이애미, 애틀랜타, 밴쿠버, 토론토, 케이프타운 그리고 상파울루 같은 특기할 만한 해외 중국인 인구가 있는 도시에서 활발하다.
그 외에 런던, 벨파스트, 더블린, 맨체스터 그리고 암스테르담이 삼합회 활동의 새로운 본거지로서 알려졌다.
그들은 중동에서 미국, 캐나다 그리고 영국으로의 불법이민에 연관되기도 한다.
또한, 삼합회는 중국인 밀집지역에서 활동하는 Jackson Street Boys 그리고 Wah Ching(San Francisco)과 같은 해당 지역 중국계 범죄조직과 협력관계에 있다.

### 통
통은 삼합회와 유사하지만, 현대 삼합회 조직의 확장이라기보다는 초기 차이나타운 이민자들로 터 독립적으로 생겨났다는 것이 다르다. 초기 통 조직들은 주류사회에 속하지 못한 중국계 미국인 이민자들 사이에서 재정적인 지원과 이민 배척주의자들로부터의 보호를 위해 19세기 중반에 결성되었다. 이들 초기의 통 조직들은 삼합회를 모델로 삼았다. 그렇지만, 삼합회와는 다르게 통 조직은 명확한 정치적 모티브 없이 결성되었으며 곧 자신들 스스로 강탈, 도박, 살인 그리고 매춘과 같은 범죄활동에 연관되었음을 깨닫게 되었다. 최근 몇 년간, 몇몇 통 조직들은 자신들의 범죄적인 요소들을 없애고자 조직을 재구성하였으며 공공심이 있는 조직으로 변화하였다.
미국 차이나타운에 있는 많은 전통적인 통 조직들은 최근의 중국으로부터의 이민자들로 대체되었으며 특히 푸젠성의 이민자들로 대체되었다.

### 프랑스
프랑스의 중국인 사회에서는 '중국인 거주 지역에서는 사망 신고가 들어오지 않는다'라는 말이 있다고 하며 삼합회 같은 범죄 조직들이 외국인 등록증을 판다고 한다.

## 같이 보기
- 홍문
- 흑사회
- 죽련방
- 와칭(華青/화청, en:Wah Ching)
- 일본의 폭력단(보료쿠단)
  - 야쿠자
  - 도라곤(怒羅権, 일본내 중국계 폭력단)
- 일본의 우익 단체
  - 겐요샤(현양사)